# Michael Alpert
Michael Alpert (1936) és un historiador britànic, catedràtic emèrit de la Universitat de Westminster.
Entre les seves obres destaquen A New International History of the Spanish Civil War (St Martin's Press, 1994), El ejército popular de la República, La Guerra civil en el mar, La reforma militar de Azaña (Siglo XXI, 1982) o Crypto-Judaism and the Spanish Inquisition (Palgrave, 2001), entre d'altres.
La seva obra La reforma militar de Azaña es va convertir en un text de referència per a l'estudi del líder republicà i la reforma escomesa per aquest en l'Exèrcit espanyol durant el primer bienni de la Segona República Espanyola.